# Кеннер Гутьєррес
Кеннер Гутьєррес (ісп. Kenner Gutiérrez, нар. 9 червня 1989, Алахуела) — костариканський футболіст, захисник клубу «Алахуеленсе» та національної збірної Коста-Рики.

## Клубна кар'єра
У дорослому футболі дебютував 2009 року виступами за команду клубу «Алахуеленсе», кольори якої захищає й донині.

## Виступи за збірну
2017 року дебютував в офіційних матчах у складі національної збірної Коста-Рики. 
У складі збірної був учасником розіграшу Золотого кубка КОНКАКАФ 2017 року у США.
Наразі провів у формі головної команди країни 4 матчі.

## Титули і досягнення
- Чемпіон КОНКАКАФ (U-20): 2009